# 1805 en Bretagne
 Chronologie de la Bretagne
- 1801
- 1802
- 1803
- 1804
- 1805
- 1806
- 1807
- 1808
- 1809

Cette page recense des événements qui se sont produits durant l'année 1805 en Bretagne.

## Société

### Naissance
- 25 août à Brest : Jean Marie Auguste Jugelet, (décédé à Rouen le 22 octobre 1874), peintre français.